# کن یامورا
کن یامورا (ژاپنی: 矢村 健؛ زادهٔ ۹ ژوئن ۱۹۹۷) یک بازیکن فوتبال اهل ژاپن است.
از باشگاه‌هایی که در آن بازی کرده‌است می‌توان به باشگاه فوتبال آلبیرکس نیگاتا اشاره کرد.